# Q-top 1000
De Q-top 1000 is een jaarlijks terugkerende hitlijst die wordt samengesteld door de luisteraars van het Nederlandse radiostation Qmusic. De lijst bestaat sinds 2005 en werd aanvankelijk in december uitgezonden. Sinds 2011 wordt de lijst uitgezonden in november. Ook in België wordt deze lijst uitgezonden. Hij wordt daar samengesteld door de luisteraars van het Vlaamse radiostation Qmusic en tussen Kerstmis en Oud en Nieuw uitgezonden.

## Editie 2024
Dit was de top 10 van de negentiende editie:
1. Queen - Bohemian Rhapsody
2. Coldplay - Fix You
3. Eminem - Lose Yourself
4. Danny Vera - Roller Coaster
5. Toto - Africa
6. Linkin Park - In The End
7. Guus Meeuwis - Brabant
8. Coldplay - A Sky Full of Stars
9. Metallica - Nothing Else Matters
10. ABBA - Dancing

## Editie 2023
Dit was de top 10 van de achttiende editie:
1. Queen - Bohemian Rhapsody
2. Coldplay - Fix You
3. Toto - Africa
4. Danny Vera - Roller Coaster
5. Linkin Park - In The End
6. Eminem - Lose Yourself
7. Metallica - Nothing Else Matters
8. Coldplay - A Sky Full of Stars
9. Billy Joel - Piano Man
10. Guns N' Roses - November Rain

## Editie 2022
Dit was de top 10 van de achttiende editie:
1. Queen - Bohemian Rhapsody
2. Coldplay - Fix You
3. Danny Vera - Roller Coaster
4. Metallica - Nothing Else Matters
5. Toto - Africa
6. Linkin Park - In The End
7. Meat Loaf - Paradise by the Dashboard Light
8. Eminem - Lose Yourself
9. Billy Joel - Piano Man
10. Guns N' Roses - November Rain

## Editie 2021
Dit was de top 10 van de zeventiende editie:
1. Queen - Bohemian Rhapsody
2. Danny Vera - Roller Coaster
3. Coldplay - Fix You
4. Eagles - Hotel California
5. Linkin Park - In The End
6. Billy Joel - Piano Man
7. Toto - Africa
8. Metallica - Nothing Else Matters
9. Miss Montreal - Door de wind
10. Guns N' Roses - November Rain

## Editie 2020
Dit was de top 10 van de zestiende editie:
1. Queen - Bohemian Rhapsody
2. Coldplay - Fix You
3. Maywood - Rio
4. Danny Vera - Roller Coaster
5. Billy Joel - Piano Man
6. Linkin Park - In The End
7. Toto - Africa
8. Miss Montreal - Door de wind
9. Eagles - Hotel California
10. Acda & De Munnik - Het regent zonnestralen

## Editie 2019
Dit was de top 10 van de vijftiende editie:
1. Queen - Bohemian Rhapsody
2. Coldplay - Fix You
3. Eagles - Hotel California
4. Linkin Park - In The End
5. Billy Joel - Piano Man
6. Toto - Africa
7. Avicii feat Aloe Blacc - Wake Me Up
8. Guns N' Roses - November Rain
9. Robbie Williams - Angels
10. Guus Meeuwis - Brabant

## Editie 2018
Dit was de top 10 van de veertiende editie:
1. Queen - Bohemian Rhapsody
2. Coldplay - Fix You
3. Linkin Park - In The End
4. Avicii feat Aloe Blacc - Wake Me Up
5. Ed Sheeran - Perfect
6. Billy Joel - Piano Man
7. Racoon - Oceaan
8. Eagles - Hotel California
9. Coldplay - Viva La Vida
10. Eminem - Lose Yourself

## Editie 2017
Dit was de top 10 van de dertiende editie:
1. Coldplay - Fix You
2. Ed Sheeran - Perfect
3. Queen - Bohemian Rhapsody
4. Linkin Park - In The End
5. Coldplay - Viva La Vida
6. Racoon - Oceaan
7. DJ Paul Elstak - Rainbow In The Sky
8. Guus Meeuwis - Brabant
9. Billy Joel - Piano Man
10. Robbie Williams - Angels

## Editie 2016
Dit was de top 10 van de twaalfde editie:
1. Coldplay - Fix You
2. Queen - Bohemian Rhapsody
3. Snow Patrol - Chasing Cars
4. Billy Joel - Piano Man
5. Coldplay - Viva La Vida
6. Ed Sheeran - Thinking Out Loud
7. Guus Meeuwis - Brabant
8. Eagles - Hotel California
9. Robbie Williams - Angels
10. Adele - Someone Like You

## Editie 2015
De top 10 van de elfde editie:
1. Coldplay - Fix You
2. Queen - Bohemian Rhapsody
3. The Script - The Man Who Can't Be Moved
4. Coldplay - Viva La Vida
5. Adele - Someone Like You
6. Billy Joel - Piano Man
7. Guus Meeuwis - Brabant
8. Coldplay - The Scientist
9. Eagles - Hotel California
10. Racoon - Oceaan

## Editie 2014
De top 10 van de tiende editie:
1. Coldplay - Fix You
2. Queen - Bohemian Rhapsody
3. The Script - The Man Who Can't Be Moved
4. Avicii feat Aloe Black - Wake me up
5. Guus Meeuwis - Brabant
6. Coldplay - Viva La Vida
7. Coldplay - The Scientist
8. Billy Joel - Piano Man
9. Snow Patrol - Chasing Cars
10. Swedish House Mafia - Don't You Worry Child

## Editie 2013
De top 10 van de negende editie:
1. Coldplay - Viva La Vida
2. Adele - Someone Like You (officiële versie)
3. Queen - Bohemian Rhapsody
4. Coldplay - The Scientist
5. Robbie Williams - Angels
6. Avicii feat Aloe Black - Wake me up
7. Metallica - Nothing Else Matters
8. Guus Meeuwis - Brabant
9. Eagles - Hotel California
10. Black Eyed Peas - I Gotta Feeling

## Editie 2012
De top 10 van de achtste editie:
1. Adele - Someone Like You (officiële versie)
2. Queen - Bohemian Rhapsody
3. Coldplay - The Scientist
4. Coldplay - Viva La Vida
5. Black Eyed Peas - I Gotta Feeling
6. Guns N' Roses - November Rain
7. Snow Patrol - Chasing Cars
8. Metallica - Nothing Else Matters
9. Michael Jackson - Man In The Mirror
10. Kings of Leon - Sex On Fire

## Editie 2011
De top 10 van de zevende editie:
1. Adele - Someone Like You (officiële versie)
2. Queen - Bohemian Rhapsody
3. Coldplay - Viva La Vida
4. Eagles - Hotel California
5. Guns N' Roses - November rain
6. Guus Meeuwis - Brabant
7. Robbie Williams - Angels
8. Kings of Leon - Sex On Fire
9. Adele - Make You Feel My Love
10. Metallica - Nothing Else Matters

## Editie 2010
De top 10 van de zesde editie:
1. Coldplay - Viva La Vida
2. Queen - Bohemian Rhapsody
3. Guns N' Roses - November Rain
4. Black Eyed Peas - I Gotta Feeling
5. Metallica - Nothing Else Matters
6. Robbie Williams - Angels
7. Eminem & Rihanna - Love the Way You Lie
8. Guus Meeuwis - Brabant
9. U2 - One
10. Eagles - Hotel California

## Editie 2009
De top 10 van de vijfde editie:
1. Michael Jackson - Billie Jean
2. Coldplay - Viva La Vida
3. Queen - Bohemian Rhapsody
4. Robbie Williams - Angels
5. Guns N' Roses - November Rain
6. Marco Borsato - Dochters
7. Eagles - Hotel California
8. Michael Jackson - Thriller
9. Metallica - Nothing Else Matters
10. Alain Clark - Father And Friend

## Editie 2008
De top 10 van de vierde editie:
1. Coldplay - Viva La Vida
2. Queen - Bohemian Rhapsody
3. Guns N' Roses - November Rain
4. Robbie Williams - Angels
5. Eagles - Hotel California
6. Metallica - Nothing Else Matters
7. U2 - One
8. Bryan Adams - Summer of '69
9. Aerosmith - I Don't Wanna Miss A Thing
10. Guus Meeuwis - Brabant

## Editie 2007
De top 10 van de derde editie:
1. Robbie Williams - Angels
2. Queen - Bohemian Rhapsody
3. Eagles - Hotel California
4. Guns N' Roses - November Rain
5. Marco Borsato - Rood
6. Robbie Williams - Feel
7. Metallica - Nothing Else Matters
8. Meat Loaf - Paradise by the Dashboard Light
9. Guus Meeuwis - Brabant
10. U2 - One

## Editie 2006
De top 10 van de tweede editie zag er zo uit:
1. Robbie Williams - Angels
2. Queen - Bohemian Rhapsody
3. Marco Borsato - Rood
4. Guns N' Roses - November Rain
5. Meat Loaf - Paradise by the Dashboard Light
6. Eagles - Hotel California
7. Robbie Williams - Feel
8. U2 - One
9. Bryan Adams - Summer of '69
10. Metallica - Nothing Else Matters

## Editie 2005
De top 10 van de eerste editie zag er als volgt uit:
1. Robbie Williams - Angels
2. Queen - Bohemian Rhapsody
3. Guns N' Roses - November Rain
4. Eagles - Hotel California
5. Metallica - Nothing Else Matters
6. U2 - One
7. Meat Loaf - Paradise by the Dashboard Light
8. Coldplay - Clocks
9. Bon Jovi - Bed of Roses
10. Bryan Adams - Summer of '69